# Forest Heath
Forest Heath est un ancien district non métropolitain du Suffolk, en Angleterre. Situé tout à l'ouest du comté, il était bordé par les comtés de Norfolk au nord et de Cambridgeshire à l'ouest. Son chef-lieu était Mildenhall.
Son nom provient des deux grandes régions naturelles qu'il recouvre : la forêt de Thetford (en) et les landes du Breckland (en).
Le 1er avril 2019, le district est aboli et réuni avec St Edmundsbury pour créer le nouveau district de West Suffolk.

## Composition
Le district était composé des 23 villes et paroisses civiles suivantes :
- Barton Mills
- Beck Row, Holywell Row and Kenny Hill
- Brandon
- Cavenham
- Dalham
- Elveden
- Eriswell
- Exning
- Freckenham
- Gazeley
- Herringswell
- Higham
- Icklingham
- Kentford
- Lakenheath
- Mildenhall
- Moulton
- Newmarket
- Red Lodge
- Santon Downham
- Tuddenham
- Wangford
- Worlington